# John Beaufort (hrabia)
Jan Beaufort (ur. 1373 w Beaufort w Szampanii, zm. 16 marca 1410 w Londynie) – angielski arystokrata, nieślubny syn Jana z Gandawy, 1. księcia Lancaster (syna króla Edwarda III), i Katarzyny Swynford, córki flamandzkiego rycerza Paena de Roet. Legitymizowany 6 lutego 1397 r. Przyjął nazwisko od ojcowskiego zamku w którym się urodził.

## Początki kariery
W 1390 r. Beaufort wyruszył z angielskim kontyngentem na wyprawę do Afryki Północnej pod wodzą księcia de Burbon. Krzyżowcy wypłynęli 15 maja z Genui i 22 lipca wylądowali w Afryce. 4 sierpnia zaatakowali El Mahadię, ale po siedmiotygodniowym bezskutecznym oblężeniu angielski kontyngent zrezygnował z dalszej walki i pod koniec września powrócił do Anglii. Wkrótce potem Beaufort został pasowany na rycerza. W 1394 r. był gościem zakonu krzyżackiego i brał udział w wyprawie na Litwę. Wkrótce po swojej legitymizacji (10 lutego 1397 r.) Beaufort otrzymał tytuł hrabiego Somerset. W Parlamencie zasiadał pomiędzy Lordem Marszałkiem a hrabią Warwick.
Kilka miesięcy później hrabia Somerset wziął udział w buncie, który obalił rządy księcia Gloucester i przywrócił faktyczną władzę królowi Ryszardowi II. W nagrodę 29 września hrabia Somerset otrzymał tytuł markiza Dorset, Order Podwiązki oraz urząd namiestnika Akwitanii. W 1398 r. został admirałem floty irlandzkiej, konstablem zamku Dover i lordem namiestnikiem Pięciu Portów. 9 maja 1399 r. został admirałem floty północnej.
Był stronnikiem króla Ryszarda, ale utrzymywał także bliskie stosunki ze swoim przyrodnim bratem, skłóconym z królem księciem Lancaster. Kiedy Lancaster obalił w 1399 r. Ryszarda i został królem Henrykiem IV, Beaufort utracił nadane mu urzędy i godność markiza Dorset. Zatrzymał jednak tytuł hrabiego Somerset. Pozostał również na dworze i nigdy jego lojalność wobec nowego monarchy nie była podawana w wątpliwość.

## Panowanie Henryka IV
Podczas koronacji Henryka IV 13 października 1399 r. hrabia Somerset niósł drugi miecz. 17 listopada został Lordem Wielkim Szambelanem. W styczniu 1400 r. otrzymał razem z Thomasem Erpynhamem dowodzenie nad armią wysłaną przeciwko zbuntowanym baronom. 8 listopada 1400 r. hrabia Somerset otrzymał skonfiskowane dobra Owena Glendowera, ale nigdy nie objął ich w faktyczne posiadanie. 19 marca 1401 r. został członkiem Tajnej Rady, a cztery dni później kapitanem Calais. W tym samym roku został wysłany z poselstwem do Francji. W 1402 r. Izba Gmin złożyła petycję, aby hrabiemu Somerset przywrócić tytuł markiza. Sam zainteresowany odmówił argumentując, że tytuł markiza jest obcy Anglikom.
Rok 1402 był bardzo pracowity dla hrabiego Somerset. 27 kwietnia został wysłany na negocjacje z księciem Geldrii. W czerwcu eskortował królewską córkę, Blankę, na jej ślub z Ludwikiem III, elektorem-palatynem Renu. 3 kwietnia w Eltham reprezentował Henryka IV na ślubie per procura z Joanną z Nawarry. Jako dowódca floty skonfiskował wiele hiszpańskich statków nieopodal wybrzeży południowej Walii. 13 lutego 1403 r. został jednym z komisarzy wyznaczonych do prowadzenia rokowań pokojowych z Francją. 20 października 1404 r. został zastępcą konstabla Anglii. Od 23 grudnia 1406 do 8 maja 1407 r. był admirałem flot północnej i zachodniej.
Hrabia Somerset zmarł po długiej chorobie 16 marca 1410 r. w szpitalu św. Katarzyny niedaleko Tower of London. Został pochowany w katedrze w Canterbury. Tytuł hrabiowski odziedziczył jego najstarszy syn.

## Życie prywatne
Przed 28 września 1397 r. poślubił lady Margaret Holland (1385 – 30 grudnia 1429), córkę Thomasa Hollanda, 2. hrabiego Kentu, i Alice FitzAlan, córki 10. hrabiego Arundel. Jan i Margaret mieli razem czterech synów i dwie córki:
- Henryk Beaufort (26 listopada 1401 – 25 listopada 1418), 2. hrabia Somersetu
- Jan Beaufort (przed 25 marca 1404 – 27 maja 1444), 1. książę Somersetu
- Joanna Beaufort (ok. 1404 – 15 lipca 1445), żona króla Szkocji Jakuba I
- Tomasz Beaufort (1405 – 1432), hrabia Perche
- Edmund Beaufort (ok. 1406 – 22 maja 1455), 2. książę Somersetu
- Małgorzata Beaufort (ok. 1409 – listopad 1449), żona Thomasa de Courtenay, 13. hrabiego Devon, miała dzieci